# Việt Nam tại Đại hội Thể thao Sinh viên Mùa hè 2017
Việt Nam đã tham gia Đại hội Thể thao Sinh viên Mùa hè 2017, tại Đài Bắc, Đài Loan.

## Tóm tắt huy chương

### Huy chương theo môn thể thao
| Huy chương thể thao | Huy chương thể thao | Huy chương thể thao | Huy chương thể thao | Huy chương thể thao |
| Môn                 | Vàng                | Bạc                 | Đồng                | Tổng                |
| ------------------- | ------------------- | ------------------- | ------------------- | ------------------- |
| Taekwondo           | 1                   | 0                   | 3                   | 4                   |
| Wushu               | 0                   | 0                   | 1                   | 1                   |
| Tổng                | 1                   | 0                   | 4                   | 5                   |